# Éjszaka meglepetésekkel
Az Éjszaka meglepetésekkel (eredeti cím: The Sleepover) 2020-ban bemutatott amerikai akció-filmvígjáték, melyet Trish Sie rendezett és Sarah Rothschild írt. A főbb szerepekben Sadie Stanley, Maxwell Simkins, Cree Cicchino, Lucas Jaye, Ken Marino, Joe Manganiello és Malin Åkerman látható.
A filmet 2020. augusztus 21-én mutatta be a Netflix. Általánosságban pozitív értékeléseket kapott a kritikusoktól. A Metacritic oldalán a film értékelése 44% a 100-ból, ami 8 véleményen alapul. A Rotten Tomatoeson az Éjszaka meglepetésekkel 70%-os minősítést kapott, 20 értékelés alapján.

## Rövid történet
Amikor két testvér felfedezi, hogy látszólag normálisnak tűnő anyjuk egy tanúvédelmi programban lévő egykori tolvaj, összefognak, hogy egy akciókkal teli éjszaka alatt megmentsék őt.

## Szereplők
| Szerep                 | Színész         | Magyar hang             |
| ---------------------- | --------------- | ----------------------- |
| Clancy Finch           | Sadie Stanley   | Dolmány-Bogdányi Korina |
| Kevin Finch            | Maxwell Simkins | Gáll Dávid              |
| Ron Finch              | Ken Marino      | Szabó Máté              |
| Mim                    | Cree Cicchino   | Pekár Adrienn           |
| Lewis                  | Lucas Jaye      | Kelemen Noel            |
| Jay                    | Karla Souza     | Peller Anna             |
| Elise / Sötét alak     | Enuka Okuma     | Fekete Linda            |
| Henry Gibbs            | Erik Griffin    | Kassai Károly           |
| Leo                    | Joe Manganiello | Makranczi Zalán         |
| Margot Finch / Matilda | Malin Åkerman   | Orosz Anna              |
| Baxter / Pizzás fiú    | Harry Aspinwall | Horváth Illés           |
| Matthew Grimaldi       | Travis Schultz  | Maday Gábor             |
| Mrs. Patoc             | Marissa Carpio  | Madarász Éva            |
| Emma / Gonosz lány     | Savanna Winter  | Berkes Boglárka         |

## A film készítése
2019 augusztusában bejelentették, hogy Malin Åkerman, Ken Marino, Joe Manganiello, Erik Griffin, Karla Souza, Enuka Okuma, Sadie Stanley, Maxwell Simkins, Cree Cicchino és Lucas Jaye csatlakoztak a film szereplőihez, Trish Sie lett a rendező, Sarah Rothschild pedig a forgatókönyv. Az LD Entertainment gyártja a filmet, míg a Netflix forgalmazza.
A film forgatása 2019 augusztusában kezdődött.